# Звонкий фарингальный фрикатив (буква)
ʕ (звонкий фарингальный фрикатив, также зеркальная гортанная смычка) — буква расширенной латиницы, символ МФА.

## Использование
Буква ʕ обозначает звонкий фарингальный фрикатив в Международном фонетическом алфавите. Впервые упоминается в документах МФА в 1921 году, была официально утверждена в 1928 году. Надстрочная форма буквы была утверждена для обозначения фарингализации в 1989 году.